# Таврический район (Восточно-Казахстанская область)
Таврический район — административно-территориальная единица в составе Восточно-Казахстанской области, существовавшая в 1939—1997 годах. Центр — село Таврическое.
Таврический район был образован в составе Восточно-Казахстанской области 16 октября 1939 года.
23 мая 1997 года, вскоре после упразднения Семипалатинской области и вхождения её в состав Восточно-Казахстанской, Таврический район среди ряда других был упразднён, а его территория передана в Уланский район.